# Interactieve film
Een interactieve film is een computerspelgenre waarbij gebruik wordt gemaakt van film. Dit kan zowel animatie als een film met echte acteurs zijn. Bij een interactieve film krijgt de speler meestal een filmfragment te zien. Vervolgens maakt de speler een keuze, aan de hand waarvan een volgend fragment getoond wordt.
Hoewel interactieve film kan gebruikt worden voor zowat elk type van computerspelgenre, behoort het merendeel van dergelijke spellen tot het avonturenspelgenre.
Een interactieve film is niet hetzelfde als interactieve fictie. Interactieve fictie was een term die ontstond in de jaren 1980 en is een synoniem van een tekstadventure, wat specifiek behoort tot de avonturenspelen.

## Geschiedenis
Een van de eerste computerspellen dat interactieve film min of meer ondersteunde, was Rollercoaster voor Apple II uit 1981. Dit tekstavonturenspel was een experimenteel project van Creative Computing, een Amerikaans computertijdschrift. Bij het spel hoorde een laserdisk waarop fragmenten stonden uit de film Rollercoaster uit 1977. Naargelang de acties van de speler werd een bepaald filmfragment getoond.
Het eerste commerciële arcadespel met interactieve film was Sega's Astron Belt uit 1982: een vroege third-person shooter dat zich in de ruimte afspeelt. Het spel bevatte fragmenten uit een Japanse sciencefictionfilm.
Het grote succes van de interactieve film kwam met Dragon's Lair, een arcadespel uit 1983 van Cinematronics. Het spel stond op een laserdisc met een Full Motion Video. Het spel toonde een animatiefilm met enkele hoofdpersonages. Wanneer deze personages in een gevaarlijke situatie terechtkwamen, diende de speler te beslissen wat de hoofdpersonages dienden te doen. De speler kon slechts uit een zeer beperkt aantal opties kiezen. Koos men de juiste optie, dan ging het spel verder, maar koos men een van de andere opties, dan was het spel afgelopen. De enige interactie van de gebruiker was een gok naar het correcte antwoord. Van dit type spellen verschenen nog verschillende andere titels, waaronder Bega's Battle en Space Ace.
Omdat de ontwikkeling van interactieve animatiefilm duur was, kochten verschillende Amerikaanse bedrijven anime/manga op. Deze tekenfilms werden voornamelijk in Japan uitgezonden en zijn daarbuiten weinig gekend. Het gebruik van dergelijke tekenfilms in computerspellen voor de Westerse wereld viel dusdanig niet op omdat men daar de fragmenten en personages niet kende. Zo bracht Stern in 1983 het computerspel Cliff Hanger uit, dat fragmenten bevat uit Lupin III. Het spel Bega's Battle gebruikte fragmenten uit Harmagedon als cutscenes.
Op het einde van de jaren 1980 startte American Laser Games met arcadeschietspellen gebaseerd op interactieve film. In plaats van animatie werd er gebruikgemaakt van echte acteurs. De besturing gebeurde niet met drukknoppen of een joystick, maar wel met een lichtpistool. Hun eerste spel was Mad Dog McCree, dat later ook werd geporteerd naar pc. Digital Pictures produceerde dan weer interactieve film voor spelconsoles. Toen cd-romspelers beschikbaar kwamen voor computers, begon men op dit type platform ook meer en meer gebruik te maken van full motion video met echte acteurs. Het overgrote deel van deze spellen waren avonturenspellen zoals Gabriel Knight 2: The Beast Within, Voyeur, Star Trek: Klingon, Star Trek: Borg, Ripper, Black Dahlia, The X-Files Game, Phantasmagoria, Bad Day on the Midway, Dracula Unleashed en The Dark Eye. Interactieve film beperkte zich uiteraard niet enkel tot dit genre, ook actiespellen maakten meer en meer gebruik van deze techniek zoals Brain Dead 13 en Star Wars: Rebel Assault.
In 1995 bracht Atari de Jaguar CD uit, een cd-romspeler voor de Atari Jaguar-spelcomputer. Deze had een eigen formaat voor interactieve film, GameFilm geheten, dat gebaseerd was op Apple's QuickTime-formaat. De Jaguar CD was echter geen commercieel succes, waardoor er niet veel spellen op de markt verschenen.
Met de opkomst van de dvd-speler werd de interactieve film min of meer apparaatonafhankelijk. Computerspellen werken enkel op het computersysteem waarvoor het is ontwikkeld, maar een dvd kan men op eender welke machine die dvd-formaat ondersteunt afspelen. Enkele spellen werden opnieuw uitgebracht op dvd waaronder Dragon's Lair, Scene It?, Mad Dog McCree en Dracula Unleashed. Ook op dvd's met "gewone film" kwam naast de hoofdfilm nog extra bonusmateriaal in de vorm van interactieve film.
Hoewel interactieve film een interessant genre leek te zijn, bleek het voornamelijk aan te slaan in de eerste helft van de jaren 1990 toen cd-rom en laserdisc beschikbaar kwamen in de huiskamers. Een overaanbod aan minderwaardige spellen deed het genre geen goed, daarbij kwam dan ook dat de speler steeds dezelfde (soms lange) filmfragmenten kreeg te zien, wat tot verveling leidde. Het genre verloor nog meer aan populariteit rond 1995 met de komst van spelconsoles die zonder problemen 3D tekeningen konden genereren. De interactieve film hield het nog enkele jaren uit in de avonturenspellen. De laatste noemenswaardige spellen met interactieve film verschenen in 1998: The X-Files: The Game en Tex Murphy: Overseer. Enkel op dvd's vindt men soms nog interactieve film als bonusmateriaal.

## Kritiek
Hoewel interactieve film een kwaliteit had die nooit door de toenmalige spritetechniek kon worden overtroffen, bleef het genre in de niche-markt. Het genre kreeg een opleving eind jaren 1980, maar het hoogtepunt was rond 1995 voorbij.
Eerst en vooral waren er de kosten om dergelijke spellen te produceren. De ontwikkeling van het spel Ground Zero: Texas kostte Sega in 1994 zo'n drie miljoen Amerikaanse dollar, wat overeenkomt met de kosten van een lowbudgetfilm uit dezelfde periode.
Verder kwam er kritiek op de kwaliteit van de film zelf. Om echte vloeiende film te behalen, dient men minstens 24 frames per seconde te laten tonen. Omwille van plaatsgebrek lag het aantal getoonde frames in veel spellen lager waardoor het beeld schokkerig werd. Ook de hardwarespecificaties van de grafische kaart gooiden soms roet in het eten. Veel spellen werden geconverteerd naar een kleurenpalet van maximaal 256 tinten. Bij de Sega Mega-CD was het palet zelfs beperkt tot 64 kleuren. Niet enkel de kleuren, ook de resolutie speelde een rol. Daar waar de standaard destijds lag op een resolutie van 640×480 (en later 800×600), had de film meestal een veel lagere resolutie.
Om verdere kosten te besparen, deed men vaak beroep op goedkope acteurs, waardoor het acteerwerk soms schrijnend was.